# 佐々木あかり
佐々木 あかり（ささき あかり）は日本の女性声優。主にアダルトゲームに声をあてている。

## 出演作品

### テレビアニメ
- かぎなど（2021年、とも）

### ゲーム

#### 1998年
- 好き好き大好き!（天童 瑠香）

#### 2001年
- さよならを教えて 〜comment te dire adieu〜（巣鴨 睦月）
- 未来にキスを-Kiss the Future-（守里 椎奈）

#### 2002年
- ティアフルアイズ 〜あなたしかいない〜（徳永 ミハル）
- DEVOTE2 〜いけない放課後〜（瀬戸 麗）

#### 2003年
- ALMA〜ずっとそばに…〜（荒良木 円）
- うちの妹のばあい（かれん）
- 裏番組 〜新人女子アナ欲情生中継〜（水沢 郁美）
- デミウルゴスの娘 -瞳の中の巫女姫-（志波 真理）
- ななみとこのみのおしえてA・B・C（朝倉 まいな）
- Princess Bride（姫史 愛生）
- ムギュ〜っと! ペットめいど（リンネ）
- ラストオーダー（近藤 真奈美）

#### 2004年
- 王立ネコミミ学園 〜あなたのための発情期♪〜（橘 透流）
- おしかけプリンセス（カリン・シュレーゲル）
- Princess Brave 雀卓の騎士（姫史 愛生）
- 妄想念波通信（清水 千緒里）

#### 2005年
- あいし〜きゅ〜 ボクっ娘なんて呼ばないでっ（西 百舌文）
- 妹婚っ（羽純）
- ウソツキは天使のはじまり（モモ）
- 幼なじみな彼女（朝宮 葵）
- 水仙花（綾瀬 小夜）
- はじめてのおてつだい（朝倉 まいな）
- 放課後激写倶楽部 -淫欲のモチーフ-（片瀬 葵）
- 僕は天使じゃないよ（田辺 小梅）
- ワルイコトシタイ（砂川 ゆき）

#### 2006年
- ぐろぶら 〜Grow up Bride〜（ヒロインD、榊 美紗代）
- すえぜん 〜種を望む彼女〜（清水 恵里香）
- レイナナ（元木 観奈、浅田 美鈴）

#### 2007年
- 妹に! スク水着せたら脱がさないっ!（相沢 萌）[1]
- うちの妹のばあい純愛版（かれん）[2]
- 神曲奏界ポリフォニカ（ライカ）
- 神曲奏界ポリフォニカ3&4話完結編（エレインドゥース、ライカ）
- Scramble Heart（天峰 千歳）[3]
- 聖炎天使エレアノール（エレアノール[4]、ラン・ファンテール[5]、ルミハニエル[6]）
- 痴漢専用車両（早坂 香織）[7]
- 智代アフター 〜It's a Wonderful Life〜（三島 とも）

#### 2008年
- ボイン姉妹の個人授業（秋月 沙紀）[8]

#### 2009年
- 絶対領域っ!（里見 雪絵）[9]

#### 2010年
- クドわふたー（椎菜の母 他）
- ド田舎ちゃんねる5 〜こちら鈴音学園放送部〜（大和田 幸）[10]

#### 2011年
- 孕神 〜はらかみ〜（狐呱）[11]
- 今日、僕の彼女が最低の下衆野郎に汚されます。（船山 さとみ）[12]

#### 2013年
- クドわふたー -Converted Edition-（椎菜の母 他）

### ドラマCD
- 神曲奏界ポリフォニカ エイフォニック・ソングバード（エレインドゥース・オル・タイトランテル[13]）
- はじめてのおいしゃさん（朝倉 まいな）